# 6Q0B44E
6Q0B44E 또는 B44E는 2016년 10월 기준 달 밖의 지구 궤도를 돌고 있는 물체로, 우주 쓰레기 중 하나로 추정된다.

## 발견
2006년 8월 28일, 애리조나 대학교 달·행성 연구소의 카탈리나 천체 연구 프로젝트 연구진들이 처음으로 관측했다. 그 다음날인 8월 29일 시딩 스프링 서베이의 테이블 산 천문대에서도 같은 물체를 관측하여 이 물체가 존재함이 확인되었다.

## 성질
이 물체의 크기는 불과 수 미터이며, 이 때문에 일시적으로 인공물로 분류되어 있다. 6Q0B44E의 궤도는 달과 지구 사이 거리의 2-3배인 585,000km에서 983,000 km 사이로 지구를 중심으로 공전하고 있으며, 공전 주기는 80일이다. 이 물체의 밀도는 15 kg/m3로 일반 자연암석에 비해서는 너무 작으며 빈 연료탱크와 비슷한 밀도이다.
6Q0B44E는 겉보기등급이 궤도상에서 가장 밝았을 때 약 19이다. 물체가 지구에서 멀어지면 6개월을 주기로 겉보기등급이 28까지 어두워지기 때문에 연구에 심각한 지장을 받는다.
천체력 계산을 통한 추정에서는 6Q0B44E가 2001년에서 2003년 사이 지구-달 계 안으로 들어왔던 것으로 추정하고 있으나, 실제로는 이보다 10년도 전부터에도 궤도를 돌고 있었을 것이라고 추정하고 있다. 6Q0B44E와 비슷한 사례인 J002E3이 사실은 아폴로 12호의 3단 로켓이었다는 점이 드러나면서, 일부 천문학자들은 이 물체가 인간이 만든 우주 탐사체 중 일부가 나뒹굴다 지구-달 궤도로 들어온 것이라고 주장하고 있다. 하지만 어떤 임무 도중 우주 쓰래기가 되어 궤도를 돌게 되었는지는 불분명하다.

## 같이 보기
- 2006 RH120
- 3753 크뤼트네 – 지구와 궤도 공명을 하는 준위성
- 2002 AA29 – 지구와 궤도공명을 하는 준위성
- 자연 위성